# Градинска дърволазка
Градинската дърволазка (Certhia brachydactyla) е птица от семейство Дърволазкови. Среща се и в България.

## Физически характеристики
Градинската дърволазка достига до 13 cm. Прилича на горската дърволазка, но е малко по-слаба и има по-дълъг клюн.